# Otton Visconti
Pour les articles homonymes, voir Visconti.
Pour les autres membres de la famille, voir Famille Visconti.
Otton Visconti, en italien Ottone Visconti (né en 1207 à Invorio, dans l'actuelle province de Novare, Piémont - mort le 8 août 1295 à Chiaravalle Milanese, aujourd'hui faubourg de Milan), fut archevêque de Milan et prit une part active aux querelles politiques qui déchiraient le Nord de l'Italie, ce qui fit la fortune politique de la famille Visconti, du parti gibelin.

## Biographie
Otton était le fils aîné d'Uberto Visconti (NC - av. 1248), seigneur de Massino, Albizzate et Besnate et de Berta (Pirovano ?). Il eut cinq frères et sœurs :
- Azzone, évêque de Vintimille
- Andreotto
- Obizzo, seigneur de Massino, Albizzate et Besnate, père de Teobaldo (ou Tibaldo), grand-père de Matthieu qui succédera à Otton,
- Béatrice qui épousera Egidio, comte de Cortenova,
- Gaspare, chef de lignée des seigneurs de Caronno, Jerago et Fagnano

### L'ecclésiastique
Après avoir été au service de l'archevêque de Milan Leone da Perego (it), Otton, en septembre 1247, entra au service du légat apostolique, le cardinal Ottaviano Ubaldini, qu'il suivit pendant une décennie dans ses légations en Italie et en France. Puis, il fut procurateur de l'archevêque à la cour pontificale et devint chanoine de Desio. Revenant de France, le cardinal Ottaviano Ubaldini passa par Milan et reprit Otton Visconti à son service.

### L'archevêque de Milan
Malgré l'opposition de Martino della Torre, chef de la Credenza de Sant'Ambrogio (la Croyance de Saint Ambroise), une organisation politico-religieuse qui tenait les rênes du pouvoir à Milan, Otton fut nommé archevêque de Milan, le 22 juillet 1262, par le pape Urbain IV. Martino della Torre, indigné par l'élection d'Otton imposée par le pape, occupa l'archevêché dès le mois d'août. Le légat apostolique Filippo di Pistoia excomunia Martino della Torre et jeta l'interdit sur Milan pour avoir refusé l'archevêque. Dès lors, la guerre sera ouverte entre Otton et ceux qui s'opposent à sa carrière ecclésiastique, la famille guelfe della Torre, soutenue par ses affidés appelés les Torriani.
Le 1er avril 1263, jour de Pâques, Otton entra à Arona, un village sur la rive sud du lac Majeur, avec un cortège formé de nobles réfugiés dispersés dans les villes lombardes et prit formellement possession du siège ambrosien. L'armée milanaise assiégea alors Arona et prit aussi position dans la forteresse archiépiscopale d'Angera, située à 2 km en face d'Arona, de l'autre côté du lac. Otton Visconti écrivit d'Arona au Capitole novarois pour demander l'excommunication du podestat de Mantoue, Francesco della Torre, frère de Martino, du Conseil et de la Commune en raison de leur aide aux assiégeants milanais. Menacé par l'infanterie du capitaine général de Milan, Pelavicino, Ottone se rendit le 5 mai. Le marquis Pelavicino fit détruire les fortifications d'Arona et le château d'Angera et de Brebbia.
Otton se retira à Novare, mais en juin, le podestat Francesco della Torre le chassa et Otton se réfugia auprès du pape, à Montefiascone. Otton excommunia même l'évêque de Novare qui avait rendu au podestat des otages qu'Otton lui avait confiés. En novembre, Martino della Torre mourut et fut remplacé à la tête de la Credenza par son frère Filippo. L'année suivante, en octobre 1264, le pape Urbain IV, soutien d'Otton, décéda et, en novembre, Pelavicino céda sa place de capitaine général de Milan à Charles d'Anjou, frère de Louis IX. De dépit, Pelavicino changea pour le camp gibelin et devint l'ennemi des della Torre. Le nouveau pape, Clément IV, ne fit pas grand-chose pour Otton si ce n'est qu'il refusa, en août 1265, de destituer Otton et d'accepter la proposition de nommer au poste de légat apostolique Raimondo della Torre. Les della Torre continuèrent d'imposer leur loi sur Milan. Filippo della Torre mourut en septembre 1265, remplacé par un cousin, Napo della Torre. Un autre frère, Paganino della Torre, devint podestat de Verceil et fut assassiné quatre mois plus tard, en janvier 1266, à l'initiative du marquis Pelavicino : les représailles furent atroces, 53 nobles milanais furent décapités en place publique.
En décembre 1266, Clément IV pressa Milan d'accepter son archevêque Otton Visconti. Mais Otton resta en exil. En novembre 1268, lorsque Clément IV mourut à son tour, le cas d'Otton Visconti n'avait toujours pas été réglé. Le siège papal resta vacant pendant trois ans et, en avril 1273, le nouveau pape Grégoire X, de passage à Milan, confirma la validité de l'élection d'Otton. En 1274, une véritable psychose s'empara de Milan, les della Torre proscrivirent environ deux cents nobles milanais obligés de fuir en exil à Novare et Pavie, une milice spéciale fut créée pour protéger la cité d'une attaque d'Otton.
En 1276, Napo della Torre défit une troupe pavesane et fit un nombre important de prisonniers nobles milanais dont Théobald Visconti, neveu de l'archevêque et père de Matthieu. Otton Visconti était à Verceil lorsqu'il reçut la nouvelle ; il se mit à la tête de l'armée des réfugiés, occupa Castelseprio, mais fut mis en fuite par Napo. Otton se réfugia à Lurate près de Côme.
L'année 1276 vit quatre papes se succéder : en janvier, ce fut le décès de Grégoire X, puis Innocent V ne régna que cinq mois, Adrien V ne régna qu'un mois et en septembre, Jean XXI fut élu.

### Le maître de la ville
En 1277, l'ostracisme dont était victime Otton Visconti va bientôt prendre fin, quinze ans après sa nomination au poste d'archevêque de Milan. Et, dérision du sort, cela se passera dans la ville dont il était chanoine en ce temps. Le 20 janvier, la bataille de Desio, pour peu « combative » qu'elle fut, fut une victoire décisive pour l'archevêque. Il y défait les Torriani, dont principalement Francesco qui y trouve la mort et Napo qui, enfermé, mourra un an demi plus tard. Il rentre enfin triomphalement dans la cité de Milan.
Les années qui suivront ne seront pas pour autant des années tranquilles. Les della Torre vont recommencer une guerre d'usure contre les Milanais en prenant Lodi puis Castelseprio, en occupant la région entre les rivières Adda et Tessin. Otton va faire appel au marquis Guillaume VII de Montferrat, le fera élire capitaine général de Milan pour cinq ans, puis dix ans et ira même jusqu'à le faire nommer seigneur de Milan en 1278 après que l'armée milanaise se soit fait battre par les Torriani à San Donato. Une nouvelle bataille, à Vaprio d'Adda, contre les Torriani donnera la victoire aux Visconti, le 25 mai 1281, jour de la San Dionigi (Saint Dionysius). L'armée ennemie est vaincue et dispersée, Cassone della Torre est tué au combat, Raimondo della Torre s'en retourne au Frioul et la paix est signée avec Lodi. Saint Dionysius devient le second protecteur des Visconti, avec Sainte Agnès. Confronté aux exigences et aux tergiversations du marquis de Montferrat, Otton va le chasser de Milan, fin 1281, et s'en faire un ennemi qui s'alliera aux della Torre. Les années suivantes seront un peu plus calmes que les précédentes.
En décembre 1287, Otton fit nommer capitaine du peuple son petit-neveu Mathieu. Sa fonction lui sera confirmée deux ans plus tard et, en 1291, le Conseil général de la cité le nommera seigneur de Milan. Fatigué du pouvoir, il laissa les rênes de la cité à son petit-neveu et se retira au monastère de Chiaravalle Milanese. Il y mourut, âgé de 88 ans.
Il semble qu'Otton n'ait jamais été intronisé capitaine du peuple ou seigneur de Milan, fonctions sans doute incompatibles avec celle d'archevêque qu'il exerçait. Il ne fut pas non plus vicaire général de l'empire. Mais, par son caractère pour le moins trempé et son comportement d'homme de guerre capable de lever des armées, de former des milices citadines, il eut quasiment la mainmise sur les affaires politiques, tant intérieures qu'étrangères de Milan, tandis que les podestats et les capitaines du peuple de la cité changeaient tous les six mois. En théorie, le maître de Milan était l'empereur qui régnait sur un bon nombre de seigneuries du Nord de l'Italie. Les gibelins Visconti lui convenaient certainement et les entreprises d'Otton lui évitaient d'avoir à déléguer ses pouvoirs à un souverain désigné.